# Christoval
Christoval é uma Região censo-designada localizada no estado norte-americano de Texas, no Condado de Tom Green.

## Demografia
Segundo o censo norte-americano de 2000, a sua população era de 422 habitantes.

## Geografia
De acordo com o United States Census Bureau tem uma área de
3,1 km², dos quais 3,1 km² cobertos por terra e 0,0 km² cobertos por água. Christoval localiza-se a aproximadamente 621 m acima do nível do mar.

## Localidades na vizinhança
O diagrama seguinte representa as localidades num raio de 44 km ao redor de Christoval.